# Birgit Rockmeier
Birgit Rockmeier (Moosburg an der Isar, 29 novembre 1973) è un'ex velocista tedesca.
In carriera è stata campionessa mondiale della staffetta 4×100 metri a Edmonton 2001.
È la sorella gemella della velocista Gabi Rockmeier.

## Record nazionali

### Seniores
- Staffetta 4×200 metri indoor: 1'32"55 ( Karlsruhe, 21 febbraio 1999) (Sandra Möller, Gabi Rockmeier, Birgit Rockmeier, Andrea Philipp)

## Palmarès
| Anno | Manifestazione    | Sede        | Evento      | Risultato  | Prestazione | Note                                     |
| ---- | ----------------- | ----------- | ----------- | ---------- | ----------- | ---------------------------------------- |
| 1991 | Europei juniores  | Salonicco   | 4×100 m     | Oro        | 44"46       |                                          |
| 1992 | Mondiali juniores | Seul        | 4×100 m     | Bronzo     | 44"52       |                                          |
| 1994 | Europei           | Helsinki    | 200 m piani | Batteria   | 23"89       |                                          |
| 1997 | Mondiali          | Atene       | 4×100 m     | 4ª         | 42"44       | Miglior prestazione personale stagionale |
| 1998 | Europei indoor    | Valencia    | 200 m piani | 4ª         | 23"24       |                                          |
| 1998 | Europei           | Budapest    | 4×100 m     | Argento    | 42"68       |                                          |
| 1999 | Mondiali indoor   | Maebashi    | 200 m piani | 6ª         | 23"74       |                                          |
| 2000 | Europei indoor    | Gand        | 200 m piani | 4ª         | 23"29       |                                          |
| 2000 | Giochi olimpici   | Sydney      | 4×400 m     | Batteria   | 3'27"02     |                                          |
| 2001 | Mondiali indoor   | Lisbona     | 200 m piani | Semifinale | 23"35       |                                          |
| 2001 | Mondiali indoor   | Lisbona     | 4×400 m     | Bronzo     | 3'31"00     |                                          |
| 2001 | Mondiali          | Edmonton    | 200 m piani | Semifinale | 22"97       |                                          |
| 2001 | Mondiali          | Edmonton    | 4×100 m     | Oro        | 42"32       | Miglior prestazione personale stagionale |
| 2002 | Europei           | Monaco      | 400 m piani | 8ª         | 52"91       |                                          |
| 2002 | Europei           | Monaco      | 4×400 m     | Oro        | 3'25"10     |                                          |
| 2003 | Mondiali          | Saint-Denis | 4×400 m     | 4ª         | 3'26"25     |                                          |
| 2004 | Giochi olimpici   | Atene       | 4×100 m     | Batteria   | 43"64       |                                          |